# 東京リーガルマインド
株式会社東京リーガルマインド（とうきょうリーガルマインド、英: TOKYO LEGAL MIND K.K.）は、日本の株式会社。
通称はLEC（レック、英: Legal Education Center）で、資格取得支援予備校「LEC東京リーガルマインド」などを運営する。現在まで代表取締役を務めている反町勝夫（弁護士）が、司法試験に合格した翌年の1979年に設立した。反町が全株式を保有する。

## 事業内容

### 資格取得支援
司法試験 (日本)をはじめとする国家資格等の取得を支援する資格取得支援予備校で、資格の総合スクール。LEC東京リーガルマインドの校舎を全国的に展開している。
- 2005年3月期 258億円
- 2006年3月期 245億円
- 2007年3月期 210億円
- 2008年3月期 186億円
- 2009年3月期 153億円

### 大学院大学
2004年に「LEC東京リーガルマインド大学」（通称：LEC大学）として設置。日本初の株式会社立大学。
規制緩和の一環で構造改革特区にて運営。株式会社大学として私学助成金を受けずに運営されたため、大学の累積赤字は約30億円。全国に14キャンパスあったが定員割れが続き、2008年度は入学者29名（うち3名は3年次編入）、2009年度は千代田キャンパスのみで学部学生を募集したが、入学者は、定員160人に対してわずか19名（うち1名は3年次編入）であった。そのため2009年6月18日、学部学生の募集を停止することを発表した。
学部の廃止に伴い、同大学は「LEC東京リーガルマインド大学院大学」（通称：LEC会計大学院）に改称して専門職大学院である会計大学院だけを存続させることになった。

## 校舎一覧
各本校（直営校）では、無料自習室サービスが2008年2月1日から原則として廃止され、自習室利用が有料とされた。
| 営業拠点           | 営業形態 | 所在地                                                                                 | 備考 |
| ------------------ | -------- | -------------------------------------------------------------------------------------- | ---- |
| 札幌本校           | 直営校   | 北海道札幌市中央区北4条西5-1アスティ45ビル3階                                          |      |
| 北見駅前校         | 提携校   | 北海道北見市北1条西1丁目一燈ビル1階 志学会内                                           |      |
| 仙台本校           | 直営校   | 仙台市青葉区中央3-4-12仙台SSスチールビルII 4階                                         |      |
| 八戸中央校         | 提携校   | 青森県八戸市寺横町13朋友ビル2階新教育センター内                                        |      |
| 弘前校             | 提携校   | 青森県弘前市城東中央1丁目5番地2                                                        |      |
| 秋田校             | 提携校   | 秋田県秋田市八橋鯲沼町1-60 日産ラ・カージュ2階                                         |      |
| 郡山並木校         | 提携校   | 福島県郡山市並木5-6-9株式会社エイム内                                                  |      |
| 水道橋本校         | 直営校   | 東京都千代田区三崎町2-2-15 Daiwa三崎町1階                                              |      |
| 池袋本校           | 直営校   | 東京都豊島区南池袋1-25-11第15野萩ビル4階                                               |      |
| 新宿エルタワー本校 | 直営校   | 東京都新宿区西新宿1-6-1新宿エルタワー18階                                              |      |
| 早稲田本校         | 直営校   | 東京都新宿区西新宿1-6-1新宿エルタワー18階                                              |      |
| 渋谷駅前本校       | 直営校   | 東京都渋谷区道玄坂2-6-17渋東シネタワー10階                                             |      |
| 立川本校           | 直営校   | 東京都立川市曙町1-14-13立川MKビル1階                                                   |      |
| 中野本校           | 直営校   | 東京都東京都中野区中野4-11-10アーバンネット中野ビル1階                                 |      |
| 町田本校           | 直営校   | 東京都町田市原町田4-5-8 いちご町田イーストビル6階                                      |      |
| 新橋本校           | 直営校   | 東京都東京都港区新橋2-14-4マルイト新橋レンガ通りビル4階                                |      |
| 横浜本校           | 直営校   | 神奈川県横浜市西区北幸2-4-3北幸GM21ビル4階                                             |      |
| 千葉本校           | 直営校   | 千葉市中央区富士見2-3-1塚本大千葉ビル7階                                               |      |
| 大宮本校           | 直営校   | 埼玉県さいたま市大宮区宮町1-24大宮GSビル                                               |      |
| 東京駅八重洲口校   | 提携校   | 東京都中央区日本橋3-7-7日本橋アーバンビル・グランデスク内                              |      |
| 日本橋校           | 提携校   | 東京都中央区日本橋茅場町2-5-6日本橋大江戸ビル9階                                       |      |
| 新宿三丁目駅前校   | 提携校   | 東京都新宿区新宿2-6-4KNビル4階                                                         |      |
| 熊谷筑波校         | 提携校   | 埼玉県熊谷市筑波1-180ケイシン内                                                        |      |
| 所沢校             | 提携校   | 埼玉県所沢市くすのき台3-18-4所沢K・Sビル4階 合同会社LPエデュケーション内               |      |
| 平塚校             | 提携校   | 神奈川県平塚市紅谷町14-21Tマリン湘南5階、株式会社希和・内                              |      |
| 水戸見川校         | 提携校   | 茨城県水戸市見川2-3079-5パソコン教室パソコンくらぶ彩・内                               |      |
| 富山本校           | 直営校   | 富山県富山市新富町2-4-25カーニープレイス富山4階                                        |      |
| 新潟校             | 提携校   | 新潟県新潟市中央区弁天3-2-20弁天501ビル4階                                             |      |
| 福井南校           | 提携校   | 福井県福井市羽水2丁目701番地株式会社ヒューマン・デザイン内                             |      |
| 金沢校             | 提携校   | 石川県金沢市近岡町845-1、203号室                                                       |      |
| 静岡本校           | 直営校   | 静岡市葵区御幸町3-21ペガサート                                                         |      |
| 名古屋駅前本校     | 直営校   | 名古屋市中村区名駅4-6-23 第三堀内ビル14階                                              |      |
| 沼津校             | 提携校   | 静岡県沼津市新宿町3-15萩原ビル1階M-netパソコンスクール沼津校内                         |      |
| 浜松駅西校         | 提携校   | 静岡県浜松市中区平田町103ターミナルハイツ1階A-GOOD ITスクール内                        |      |
| 梅田駅前本校       | 直営校   | 大阪府大阪市北区茶屋町1-27ABC-MART梅田ビル5階                                          |      |
| 難波駅前本校       | 直営校   | 大阪府大阪市中央区難波4-7-14難波フロントビル4階                                        |      |
| 京都駅前本校       | 直営校   | 京都府京都市下京区東洞院通七条下ル2丁目東塩小路町680-2木村食品ビル1階                  |      |
| 神戸本校           | 直営校   | 兵庫県神戸市中央区三宮町1-1-2三宮セントラルビル6階                                     |      |
| 滋賀草津駅前校     | 提携校   | 滋賀県草津市西大路町2-2西田ビル2階キャリアプラザビット内                               |      |
| 和歌山駅前校       | 提携校   | 和歌山県和歌山市友田町2丁目145番地 KEG教育センタービル2階～6階                         |      |
| 伊賀上野校         | 提携校   | 三重県伊賀市平野中川原544-2 上野フレックスホテル1階                                    |      |
| 名張校             | 提携校   | 三重県名張市八幡1300-13名張八幡工業団地管理センター1階                                 |      |
| 守山校             | 提携校   | 滋賀県守山市吉身3丁目11-43守山商工会議所1階                                            |      |
| 岡山本校           | 直営校   | 岡山県岡山市北区本町10-22本町ビル3階                                                   |      |
| 広島本校           | 直営校   | 広島県広島市中区基町11-13合人社広島紙屋町アネクス4階                                   |      |
| 山口本校           | 直営校   | 山口県山口市吉敷下東3-4-7リアライズIII・1階                                            |      |
| 高松本校           | 直営校   | 香川県高松市寿町2-4-20高松センタービル4階                                              |      |
| 松山本校           | 直営校   | 愛媛県松山市湊町3-4-6                                                                  |      |
| 松江殿町校         | 提携校   | 島根県松江市殿町517 アルファステイツ殿町2階山路イングリッシュスクール内                |      |
| 松江北陵校         | 提携校   | 島根県松江市北陵町47番地アイム教育事業部内                                             |      |
| 広島五日市校       | 提携校   | 広島県広島市佐伯区旭園3-35・IBビル2階アイム教育事業部内                                |      |
| 新居浜駅前校       | 提携校   | 愛媛県新居浜市坂井町2－3－8パルティフジ新居浜駅前店内                                  |      |
| 岩国駅前校         | 提携校   | 山口県岩国市麻里布町1丁目3-3岡村ビル2階・英光学院内                                    |      |
| 福岡本校           | 直営校   | 福岡県福岡市中央区天神1-10-13メディアモール天神ビル7階                                 |      |
| 福岡古賀校         | 提携校   | 福岡県古賀市舞の里3丁目4-5 TRY'SBLDG II・3階                                           |      |
| 佐世保駅前校       | 提携校   | 長崎県佐世保市白南風町5-15智翔館2階                                                    |      |
| 日野校             | 提携校   | 長崎県佐世保市椎木町336-1智翔館日野校3階                                               |      |
| 大分春日浦校       | 提携校   | 大分県大分市王子北町5-9フレスポ春日浦2階フレスポ春日浦校内                             |      |
| 宮崎校             | 提携校   | 宮崎県宮崎市橘通東2丁目4番6号古賀ビル1階                                               |      |
| 那覇本校           | 直営校   | 沖縄県那覇市安里2-9-10丸姫産業第2ビル2階                                               |      |
| 沖縄プラザハウス校 | 提携校   | 沖縄県沖縄市久保田3-1-11プラザハウス・フェアモール、有限会社スキップヒューマンワーク内 |      |
| 県庁前駅那覇校     | 提携校   | 沖縄県那覇市久茂地1-2-20 OTV国和プラザビル7階・沖縄ビジネス外語学院内                  |      |

### 近年、閉鎖された本校
- 飯田橋本校（2007年3月31日）
- 梅田スカイ本校（2008年5月26日）
- 天王寺本校（2008年12月21日）
- 金沢本校（2009年2月28日）
- 柏本校（2009年2月28日）
- 町田本校（2009年2月28日）
- 熊本本校（2009年2月28日)
- 北九州本校（2009年5月11日）
- 宇都宮本校（2009年8月31日）
- 名古屋栄本校（2005年）
- 大阪駅前本校
- 難波本校

### 加盟校
（前橋校は2008年11月30日に閉校）

### 提携校
地元大手学習塾・予備校・PCスクールや派遣会社などと提携して開校する、現在主力となっている校舎で、全国に数十校。授業形態はLECからのインターネット配信講義。LEC書籍の販売は行わない校舎もある。

## 主な著名講師
- 柴田孝之（弁護士、司法試験予備校講師）
- 光成準治（日本史学者、九州大学大学院比較社会文化研究院特別研究員）

## その他の事業等

### その他の事業・講座等
- 書籍出版、大学・学校向け研修、法人向け研修、職業能力開発・雇用支援、人材派遣・紹介、開業支援、竹中塾公開講座（LEC大学とTRIgger Lab.「トリガーラボ」の共催）、ドラゴン桜式学習法に学ぶ〜効果的な英語学習法〜等。
- 規制緩和改革への対応
  - 小泉純一郎内閣時代から進められている一連の規制緩和改革に、民間企業の立場からのみならず、下部機関である大学の立場からも積極的に提言、対応している。市場化テストとして、アビリティガーデン、若年者キャリア交流プラザ、中小企業大学校旭川校、東京都高等技術専門校を受託。シンクタンクとして、国や自治体に行政の民間開放や規制緩和改革に関する民間提言。LEC代表取締役の反町勝夫は、学校設置会社連盟理事長に就任。

### 関連会社・提携法人
- 株式会社 - (株)プロコン・ファーム、(株)輪法、(株)GAI
- 特定非営利活動法人 - エヌピーオー生涯学習、エヌピーオー専門職ネット、NPO全国就職支援協議会、NPO公共サービス機構
- その他の法人 - 弁護士法人LEC、司法書士法人法思、税理士法人LEC、社会保険労務士法人LEC（エル・イー・シー）、KIGYO支援有限責任事業組合

## その他

### 違法コピーソフトの著作権裁判
LECは、2000年4月 マイクロソフト、アドビシステムズの違法コピーソフトを社内ぐるみで製作して教材製作に使用していたとして、マイクロソフト社、アドビ社などから損害賠償を求める訴訟を起こされた。これは、ネットワークプロテクトを解除した上で違法コピーを製作したためである。裁判では、LEC側が「不正コピーが発覚した後に正規品を購入すれば、過去に不正コピーをしていた分についての損害賠償は一切支払う必要がない」と主張したが、これを東京地裁では「失当（当を得ていない不当の意）である」として否定し、8,472万400円の損害賠償の支払いを命じた。

### 教材作成の著作権裁判
LECは、同社の中小企業診断士講座の教材について、原著作者から著作権（複製権等）及び著作者人格権を侵害されたとする訴訟を提起された。知財高裁は、2007年2月28日、LECらに対して損害賠償金50万円の支払いを命ずる旨の判決を下した。

### 提携校の前橋校閉校
LECの提携校である前橋校は、2008年10月1日に前橋校運営の有限会社が経営の放棄を通知したため、2008年11月30日に閉校した。これについて、報道によると、提携校側は経営断念の理由を「LECブランド使用料が高額で経営悪化が著しかったとした上で『本部には度々、閉校の旨を申し出ていたが、受け入れられなかった』」としている。一方LEC側は、提携校社長の健康上の理由としている。

### 不当表示による排除命令
LECは、司法試験合格者数の不当表示（景品表示法第4条第1項1号の優良誤認）で、公正取引委員会より排除命令を受けた。それによると、2003年度司法試験全合格者1,170名の94%に当たる1,099名及び1989年度から2003年度までの15年間における司法試験全合格者12,059名の91.14%に当たる10,991名が、LECの司法試験対策講座を受講した者であるかのように表示していたとのこと。また、遅くとも2000年度以降のLECの合格実績は、LECの司法試験対策講座を受講した者に加えて、口述試験会場までの送迎バスを利用した者、論文試験解答等の資料の提供を受けた者、受験願書の提供を受けた者等のLECの司法試験対策講座を受講していない者を含めて算出しているものであったとしている。

### 助成金の不正請求
LECは、国の行う「ジョブカフェ」の新潟県内分について事業委託を受けたが、同事業と無関係の広報活動を行いながら事業経費として助成金を不正請求していた。これは、2005年6月、新潟県長岡市のジョブカフェ「キャリア応援プラザ館」の事業開始が遅延した際、既にカウンセラーとして雇用した従業員21人を同県内の公立高校・私立高校129校を訪れてLEC大学の資料を配布させた人件費約100万円を、ジョブカフェ事業経費の一部として誤って請求したものである。これについてLECの広報課は、経理上の不手際（具体的には、従業員の出勤簿に大学の営業をしていた旨の記載がなかったため、経理担当者がジョブカフェ事業と誤解して一括請求した）があったとしている。

### 元専任講師の労働問題及び競業避止義務関連の係争
LECは、その専任講師を務め監査役にも就任していた者（伊藤真）が、同社を退職する前後に司法試験受験指導を行う伊藤塾を開業した件について、競業避止義務を定める従業員就業規則、役員就業規則及び個別の特約に基づき、伊藤塾の営業等の差止めを求めた。しかし、1995年、東京地裁から、「労働者の受ける不利益に対する十分な代償措置を執っているということはできない」とする決定を受けた。

### 業務委託費の過大請求
LECは、名古屋市内の中小企業に対し就労環境の整備に向けて助言や指導をするため、社会保険労務士ら専門家を派遣する業務を市から委託されていた。2017年度は23社に派遣したとしていたが、うち2社には派遣せずに経費を市に請求していた。LECの元従業員が2022年10月に市に情報提供して発覚。LECは2023年12月1日付で過大請求した約40万円を返還した。名古屋市は同年12月4日付でLECを3カ月の指名停止とした。

### LEC大学関連

#### 改善勧告
文部科学省は、LEC大学に対し、再三にわたり留意事項の内容を通知すること等により、大学における教育研究や学校設置会社の運営に係る問題点について改善に向けた指導を行ってきたにもかかわらず、未だ十分な是正がなされていないことは極めて遺憾であるとして、2007年、改善勧告を行った。

#### 労働問題
LEC大学の専任教員が、不当解雇されたとして、個人加入が可能な労働組合を通し大阪府労働委員会に救済申し立てを行ったことが、報道により明らかとなった。報道によれば、入社前に約束のない産学連携で企業等から収入を上げなければ賞与もないし、非常勤にするという激しい追及があったという。これについて、LEC大学は、同教員は、休職命令を受けた後、就業規則に基づき自動退職したとしている。2010年4月13日、大阪府労働委員会は、大阪教育合同労働組合との団体交渉においてLECによる不当労働行為があったことを認定し、LEC側に謝罪文を交付するよう命じた。同月30日、LECは同組合に対して宛てた文書にて「今後このような行為を繰り返さないようにいたします」と述べた。